# Février 1934
Cette page présente les faits marquants du mois de février 1934.

## Événements
- Indonésie : arrestation et exil de Mohammad Hatta (1934-1942) et de Sutan Sjahrir.
- Tous les partis sont interdits en Lituanie.
- Autriche : suppression du pluralisme des partis et élimination des socialistes.
- Création de l’Union britannique des fascistes (BUF, British Union of Fascists). Elle totalise 50 000 membres et bénéficie du soutien du Daily Mail (2 millions d’exemplaires quotidiens).
- Marche de la faim au Royaume-Uni.
- Février - mai 1935 : négociations Barthou-Litvinov au sujet du pacte oriental ("Locarno de l'Est"). L'échec d'une solution globale pour l'Est de l'Europe débouchera sur la ratification du pacte franco-soviétique de mai 1935.

- 3 février :
  - France : le préfet de police Jean Chiappe, soupçonné de sympathie pour les ligues monarchistes est destitué ;
  - France : manifestation antiparlementaires des ligues d’extrême droite (Croix-de-Feu, Action française, Camelots du roi, Solidarité française, Jeunesses patriotes).
  - Inauguration du service postal allemand entre Stuttgart et Buenos Aires (Argentine). Des Heinkel allemands assurent le trajet Stuttgart-Séville. Des Junkers Ju 52 prennent le relais jusqu'à Bathurst, puis des Dornier Wal jusqu'à Natal. La traversée de l'Atlantique comporte une escale de ravitaillement en pleine mer assurée par un navire pétrolier. Outre ce navire escale, un autre navire assurait le radio guidage. La suite de la ligne est exploitée par une compagnie brésilo-allemande, « Syndicat Kondor ».

- 4 février, France : les émeutes fragilisent le gouvernement.

- 6 février, France : les ligues d'extrême droite appellent à défiler. Les affrontements avec les forces de l'ordre près du Palais Bourbon font 16 morts et 2 300 blessés place de la Concorde (Paris).

- 7 février, France : chute du président du Conseil Édouard Daladier.

- 9 février :
  - France : Gaston Doumergue nouveau président du Conseil, forme un gouvernement d’union nationale. Il va mener une politique d'austérité et de répression. La politique souhaitée par les ligues se met en place.
  - France : la répression d'une contre-manifestation, organisée par le parti communiste français, fait neuf morts.
  - Pacte balkanique (Yougoslavie, Roumanie, Turquie, Grèce), pour garantir les frontières et prévenir les pressions allemandes et russes.

- 12 février, France : grève générale et manifestations antifascistes. À l’appel des syndicats et des partis de gauche, des manifestations unitaires contre le fascisme et pour la défense de la république sont organisées.

- 13 février : début de la vaste opération de sauvetage aérien soviétique pour récupérer les passagers et l'équipage d'un brise-glaces, le Tchéliouskine[1], bateau scientifique bloqué par les glaces de l'Arctique.

- 14 février : abolition du Reichsrat.

- 16 février, France : création d’une commission d’enquête sur l’affaire Stavisky.
- 17 février, Belgique : Mort du roi Albert Ier à Marche-les-Dames

- 20 février, France : découverte du corps décapité du Conseiller Albert Prince, le long d'une voie ferrée à la Combe-aux-Fées près de Dijon. Chef de la section financière du parquet de Paris, il avait enquêté sur Alexandre Stavisky. Les circonstances de sa mort (suicide ou assassinat) ne sont toujours pas élucidées (affaire du conseiller Prince).

- 21 février : la Garde nationale du Nicaragua, sur ordre de Somoza, capture et exécute Sandino à Managua.

- 23 février : 
  - Léopold III de Belgique succède à son père Albert Ier, roi des Belges décédé le 17 février à Marche-les-Dames.
  - Premier vol du bimoteur Lockheed L-10 Electra.

## Naissances
- 2 février : Otar Iosseliani, cinéaste géorgien († 17 décembre 2023).
- 4 février : Stanislas Adotevi, philosophe et homme politique béninois († 7 février 2024).
- 5 février : 
  - Don Cherry, joueur et entraîneur-chef de hockey sur glace.
  - Hank Aaron, Joueur de baseball afro-américain († 22 janvier 2021).
- 7 février : Mourtaza Rakhimov, homme politique russe, ancien président de la république de Bachkirie.
- 10 février : Fleur Adcock, poétesse néo-zélandaise († 10 octobre 2024).
- 11 février : Maryse Condé, écrivaine française d'origine († 2 avril 2024).
- 12 février : Bill Russell, basketteur américain († 31 juillet 2022).
- 13 février : George Segal, un acteur américain († 23 mars 2021).
- 15 février : 
  - Henri Korn, médecin neurobiologiste français († 2 novembre 2023).
  - Niklaus Wirth, informaticien suisse († 1er janvier 2024).
  - Gérard Chaliand, géopolitologue et historien français († 20 août 2025).
- 17 février : 
  - Étienne Ritter, peintre français († 19 novembre 1994).
  - Souhila Bel Bahar, peintre algérienne († 23 mars 2023).
  - Barry Humphries, acteur australien († 22 avril 2023).
- 18 février : Paco Rabanne, couturier français d'origine espagnole († 3 février 2023).
- 20 février : Bobby Unser, pilote automobile américain († 2 mai 2021).
- 23 février : Jacques Séguéla, publicitaire français.
- 24 février : Bettino Craxi, homme politique italien († 19 janvier 2000).
- 25 février :
  - Bernard Bresslaw, acteur anglais († 11 juin 1993).
  - Juvenal Juvêncio, homme d'affaires et dirigeant sportif brésilien († 9 décembre 2015).
- 26 février : 
  - José Luis Cuevas, peintre, muraliste, graveur, sculpteur et illustrateur mexicain († 3 juillet 2017).
  - Mohammed Lakhdar-Hamina, acteur algérien († 23 mai 2025).
- 27 février : 
  - Van Williams, acteur américain († 29 novembre 2016).
  - N. Scott Momaday, auteur et universitaire américain († 24 janvier 2024).
- 28 février :
  - Giorgio Gomelsky, réalisateur, imprésario et producteur suisse († 13 janvier 2016).
  - Bud Luckey, animateur, dessinateur, chanteur, musicien, compositeur et acteur américain († 24 février 2018).
  - Ronnie Moran, joueur puis entraîneur de football anglais († 22 mars 2017).

## Décès
- 9 février : Henri Van Dyck, peintre belge (°25 mars 1849).
- 17 février : Albert Ier de Belgique, troisième roi des Belges (°8 avril 1875).